# سوزوکی مهران
سوزوکی مهران (انگلیسی: Suzuki Mehran) یک نوع خودروی شهری است که توسط شرکت سوزوکی پاکستان مونتاژ می‌شود. این خودرو بر اساس نسل دوم سوزوکی آلتو ساخته شده‌است. این خودرو در سال‌های آخر تولیدش با قیمت پنج هزار دلار عرضه می‌شد که با توجه به فناوری پایین آن که متعلق به سال ۱۹۸۸ است واقعاً مبلغ بالایی حساب می‌شد.